# Jean Schopfer (personnalité politique)
Cet article concerne la personnalité politique suisse. Pour l'écrivain, journaliste et joueur de tennis français plus connu sous le nom de Claude Anet, voir Jean Schopfer.
Jean Schopfer, né en 1800 à Morges et mort en 1875, est une personnalité politique suisse.

## Biographie
Jean Schopfer est un homme d'affaires qui, après un séjour au Havre, revient dans sa ville natale, à Morges, où il rejoint le mouvement radical. Il s'engage auprès de l’Association de sûreté fédérale, le berceau du radicalisme suisse, et de l’Association patriotique, fondée par Louis-Henri Delarageaz. Schopfer, lors des assemblées, se révèle être un adversaire déterminé du régime libéral conservateur en place.
Malgré tout, le discours de Schopfer s'adoucit progressivement et, contrairement à une majorité de ses compagnons, il s’oppose à une révolution et propose un changement de régime pacifique. Désavoué par ses pairs, il annonce qu’il refusera d'être élu au gouvernement provisoire, comme cela avait été prévu. Il accepte par contre d'entrer au Grand Conseil en 1845. Après le renversement du gouvernement, lorsque Delarageaz abandonne la présidence du Grand Conseil pour entrer au gouvernement provisoire, Schopfer l'y remplace. Il incarne un radicalisme modéré, proche du libéralisme, qui prédomine parmi les députés du Grand Conseil après la Révolution de 1845.
Politicien très influent et proche des libéraux, un des leaders du radicalisme modéré, il déplaît de plus en plus au chef de file des radicaux, Henri Druey, dont il freine les projets, et avec lequel les accrochages sont fréquents. Schopfer est malgré tout réélu à la présidence du Grand Conseil en 1846, élection qu’il refuse, arguant qu'il ne veut pas s'accrocher au pouvoir. Nommé à la place second vice-président, puis premier vice-président en 1847, il retrouve malgré tout la présidence en 1848. L'inimitié des partisans de Druey à son égard augmente. Accusé d’avoir influencé l’élection des délégués vaudois à la Diète fédérale, il démissionne, avant d'être réélu par ses partisans. Il siège au Grand Conseil jusqu’en 1861. 
Durant sa carrière politique, comme les libéraux, il s'affiche contre les persécutions dont souffre l’Église libre. Il s’allie en outre à l’opposition de gauche lorsqu’elle critique la gestion de l’administration par le Conseil d’État de Louis-Henri Delarageaz. Avec Jules Eytel et les libéraux, il demande une diminution du nombre des conseillers d’État, puis soutient en 1859 le projet de révision de la Constitution. Après son parcours politique, il s’engage notamment pour le développement des chemins de fer,.